# Prix du Roman populaire (Elven)
Ne doit pas être confondu avec Prix du Roman populaire.
Le prix du Roman populaire est un prix littéraire français décerné à Elven (Morbihan) depuis 2000 lors du salon du roman populaire. 

## Liste des lauréats
- 2023 : Christian Blanchard pour Antoine, aux éditions Belfond[2]
- 2022 : Jean-Guy Soumy pour Le regard de Jeanne, aux éditions Presses de la cité[3]
- 2021 : Myriam Chenard pour Le disparu de la plage, chez Stéphane Batigne[4]
- 2019 : Mireille Calmel pour La fille des Templiers, chez XO éditions[5]
- 2018 : Daniel Cario pour Rappelle-toi, Ève, chez Groix Éditions[6]
- 2017 : Nicolas Beuglet pour Le Cri, chez XO[7]
- 2016 : Jacques Béal pour La Griffue aux éditions Presses de la cité[8]
- 2015 : Nathalie de Broc pour Et toujours ces ombres sur le fleuve aux éditions Presses de la cité[9]
- 2014 : Olivier Dutaillis pour La pensionnaire du bourreau aux éditions Albin Michel[10]
- 2013 : Frédéric Couderc pour Un été blanc et noir aux éditions Flammarion[11]
- 2012 : Michel Bussi pour Un avion sans elle aux Presses de la cité[12]
- 2011 : Hervé Jaouen pour Les sœurs Gwénan aux Presses de la cité
- 2010 : Bernard Simonay pour La Prophétie des glaces aux éditions Presses de la cité
- 2009 : Pierre Bordage pour Le Feu de Dieu aux éditions Au diable Vauvert
- 2008 : Didier Cornaille pour  Le vent des libertés soulevait la terre aux Éditions Anne Carrière
- 2007 : Claude Michelet pour  Quelque part dans le monde aux éditions Laffont
- 2006 : Hervé Baslé pour Le Cri aux éditions JC Lattès
- 2005 : Frédérique Hébrard pour Les Châtaigniers du désert aux éditions Plon
- 2004 : Yves Jacob pour Les Anges maudits de Tourlaville aux éditions Presses de la Cité
- 2003 : Frédéric H. Fajardie pour Le Voleur de vent aux éditions JC Lattès
- 2002 : Bernadette Pecassou-Camebrac pour La Belle Chocolatière aux éditions Flammarion
- 2001 : Yves Viollier pour Les Lilas de mer aux éditions Robert Laffont  (ISBN 2-221-09536-7)
- 2000 : Jean-François Coatmeur pour Ballet noir aux éditions Albin Michel[1]